# Rigor Mortiz
Rigor Mortiz je český hudební projekt, který založili hiphopoví umělci Adam Svatoš (dnes známý jako Kato, tehdy pod přezdívkou Deph), Affro a Skupla. Texty se vyznačují depresivností a častými odkazy na téma smrti, název odkazuje na lékařský termín rigor mortis, označující posmrtnou ztuhlost.

## Historie
Skupina v roce 1997 vydala studiové album Až na věky, které se v roce 2004 dočkalo opětovného vydání se čtyřmi novými skladbami. Ke skladbě Dokonalej zločin z alba se Kato vrátil pod názvem Dokonalej Zločin XXI na albu Made in Strašnice projektu Prago Union, pod kterým skladba získala i videoklip.
15. února 2023 Kato na svém Instagramu naznačil vydání nového alba i spolupráci s Řezníkem, 3. března zveřejnil tracklist a oznámil vydání alba Pohřební Hlídka na přelomu dubna a května pod labely Strojovna a Ty Nikdy. Na albu kromě Řezníka ve skladbě Humorcore hostují Gambrz Reprs a Filip Konvalinka ze skupiny Pio Squad, který na albu vystupuje s přezdívkou Hřbitovní Kvítí. Album bylo pokřtěno 13. července 2023 v pražských Ledárnách Braník.

## Diskografie
- 1997 - Až na věky (reedice 2004)
- 2023 - Pohřební Hlídka